# Língua mazateca de Jalapa
Jalapa Mazatec é uma língua Mazateca falada por cerca de 15 mil pessoas, um terço das quais são monolíngues, em 13 aldeias nas proximidades da cidade de San Felipe Jalapa de Díaz no distrito de Tuxtepec, no estado mexicano de Oaxaca. Egland (1978) encontrou 73% de inteligibilidade com Huautla Mazatec, o dialeto de maior prestígio das  Mazatecas. A alfabetização em Jalapa é ensinada junto com o espanhol nas escolas locais.

## Gramática
As palavras “raiz” do Jalapa Mazatec são principalmente monossílabos, e o intrincado sistema flexional é amplamente sub-silábico (Silverman 1994).

## Fonologia
As sílabas de Jalapa Mazatec são no máximo C-C + Semivogal-vogal. No entanto, os Vogais distinguem várias fonações e, como em todas as línguas mazatecas, Jalapa tem tons.

### Tons
As palavras “raiz” do Jalapa distinguem três tons,  ˩ baixo,  ˧ e alto  ˥. Em situações morfologicamente complexas, combinações destas podem formar vogais curtas (ou talvez de extensão média) com tons dfe contorno:  ˩˧, ˧˥, ˥˧, ˧˩, ˥˩, ˩˥˩  foram registrados.
Os tons simples são contrastados em  / ʃá / (/ ʃa˥ /) "trabalho",  / ʃā / (/ ʃa˧ /) "puma",  / ʃà / (/ ʃa˩ /) "molde".
Em grande parte da literatura, esses são escritos com os números: 1 (baixo), 2 (médio) e 3 (alto).
Jalapa utiliza linguagem assobiada, onde cada tom simples ou de contorno é dado um pulso de assobio.

### Vogais
O Jalapa Mazatec distingue cinco qualidades de Vogal, desconsiderando-se a fonação:  / i /,  / æ /,  / a /,  / o /,  / u /. As fonações são moda, murmurada e crepitante; Todas as fonações também são percebidas nas formas nasais.
| Voz Modal           | i | æ | a | o | u |
| Voz murmurada       | i̤ | æ̤ | a̤ | o̤ | ṳ |
| Voz crepitada       | ḭ | æ̰ | a̰ | o̰ | ṵ |
| Voz modal nasal     | ĩ | æ̃ | ã | õ | ũ |
| Voz murmurada nasal | ĩ̤ | æ̤̃ | ã̤ | õ̤ | ṳ̃ |
| Voz crepitada nasal | ḭ̃ | æ̰̃ | ã̰ | õ̰ | ṵ̃ |
As murmuradas podem ter forte voz murmurada em toda sua extensão. No entanto, normalmente eles não são sonoras primeiros 40% e têm voz modal, de modo que, por exemplo,  / mæ̤˧˩ / pode ser pronunciado  [mæ̤̃˧˩] ou  [mæ̥̃æ̃˧˩]. Da mesma forma, as crepitadas tendem a confinar seu crepitar à primeira parte da vogal, muitas vezes com fechamento glotal antes da voz modal:  / sḭ˥ / como  [sḭi˥] ou  [sḭʔi˥].
Jalapa é único entre as línguas Mazatecas na distinção de vogais murmuradas. Esssas surgiram através da contração dos dissílabos proto-Mazatecanos da forma CVhV, onde o C era sonoro e as duas vogais eram as mesm. Quando as duas sílabas carregavam tons diferentes, elas se contraíam num contorno. Por exemplo, proto-Mazateca  * ntʲa˩hu˩ "pedra" se tornou  / ndʲo̤˩ / (através de um intermediário presumido  * ndʲo˩ho˩);  * ntʃe˨he˦ "ladrão" tornou-se  / ndʒæ̤˩˧ /; e  * ntu˩hwi˩˧ "seu sabonete" se tornou  / ndɨ̤ː˩˧ /. Contrações semelhantes ocorreram com dissílabos CVV para produzir vogais que rangem, mas vogais que rangiam já existiam na proto-língua.
Jalapa também tem uma distinção fonêmica de natureza pouco clara que tem sido sugerida como "sílaba balística". No entanto, não possui as características das sílabas balísticas em outras línguas oto-mangueanas. A única distinção consistente que Silverman "et al." (1994) foi capaz de medir foi a de extensão da vogal, com vogais das alegadas sílabas balísticas sendo mais curtas do que (dois terços da duração) das vogais das produzidas na classe aberta (linguística) de substantivos, com um ligeiro aumento no tom. Eles podem refletir as vogais curtas originais de proto-Mazatec, em oposição às vogais de substantivos monossílabos morfologicamente complexos do moderno Jalapa Mazatec. Em caso afirmativo, Jalapa teria uma distinção de três vias, já que vogais duplamente longas também são encontradas em situações morfologicamente complexas. Note que esta distinção é "não marcada" neste artigo além desta tabela:
| "balística" (curta?) | trans.       | "controlada" (meio longa?) | trans.   |
| -------------------- | ------------ | -------------------------- | -------- |
| sū                   | "morno"      | sūˑ                        | "azul"   |
| nīˑntū               | "deslizante" | nīˑntūˑ                    | "agulha" |
| tsǣ                  | "goiaba"     | tsǣˑ                       | "cheio"  |
| hų̄                   | "todos"      | hų̄ˑ                        | "seis"   |

### Consoantes
As consoantes Jalapa distinguem (prenasalizadas)| tenuis e (aspiradas) plosivas, bem tenuis glotalizada e sonoras.
|             |             | Bilabial | Alveolar | Palatal alveolar | Velar | Labializada velar | Glotal |
| ----------- | ----------- | -------- | -------- | ---------------- | ----- | ----------------- | ------ |
| Plosiva     | aspirada    |          | t̪ʰ       | t̪ʲʰ              | kʰ    | kʷʰ               |        |
| Plosiva     | tenuis      |          | t̪        | t̪ʲ               | k     | kʷ                | ʔ      |
| Plosiva     | sonora      | ᵐb       | ⁿd̪       | ⁿd̪ʲ              | ᵑɡ    | ᵑɡʷ               |        |
| Africada    | aspirada    |          | t̪sʰ      | tʃʰ              |       |                   |        |
| Africada    | tenuis      |          | t̪s       | tʃ               |       |                   |        |
| Africada    | sonora      |          | ⁿd̪z      | ᶮdʒ              |       |                   |        |
| Fricativa   | Fricativa   |          | s        | ʃ                |       |                   | h      |
| Nasal       | tenuis      | m̥        | n̪̥        | ɲ̊                | ŋ̊     | ŋ̊ʷ                |        |
| Nasal       | sonora      | m        | n̪        | ɲ                | ŋ     | ŋʷ                |        |
| Nasal       | glotalizada | m̰        | n̪̰        | ɲ̃                | ŋ̃     | ŋ̃ʷ                |        |
| Aproximante | tenuis      |          |          | ȷ̊                |       | w̥                 |        |
| Aproximante | sonora      |          |          | j                |       | w                 |        |
| Aproximante | glotalizada |          |          | ȷ̃                |       | w̰                 |        |

Existe também uma consoante vibrante,  / ɾ /, que só ocorre em um morfema, o clítico  / ɾa / "provavelmente". Além disso, as consoantes  / p /,  / pʰ /,  / l / são encontrados em palavras oriundas do espanhol.
As velares labiais  / w̥ w w̰ kʷ / se tornam bilabiais  [ɸ β β k̰] antes de vogais frontais:  [ɸǣ] "está terminado "vs.  [w̥ā]" John ", etc.
As fricativas aspiradas por via fonética não ocorrem antes dos vogais crepitadas, enquanto as oclusivas aspiradas podem ocorrer. Portanto, Silverman et al. (1994) as trata como grupos de fricativas - / h /.
Silverman (1994: 126) observa que as oclusivas sonoras são pré-nasalizadas na posição intervocálica, mas mais tarde o mesmo estudo afirma que elas são pré-nasalizadas na posição inicial. Com plosivas sonoras, a nasalização é durante dois terços da duração do consoante. Não está claro se eles aparecem sem pré-nasalização.
Nasais tenuis voz são duplicadas nlo último quarto de sua duração.
As glotalizadas  sonoras são variáveis na sua produção. Podem ocorrer como uma oclusiva glotal seguida por uma sonorização de voz modalmente modificada,  [ʔm],  [ʔj], etc .; uma sonorização inicialmente crepitante muda para a voz modal no final; uma consoante completamente murmurada ou crepitante pode se estender até a vogal seguinte.

### Fonotáticas
Consoantes aspiradas não ocorrem antes de vogais respiradas, e consoantes glotalizadas só ocorrem antes de vogais expressamente modais.. As consoantes nasais só ocorrem antes das vogais nasais. Plosivas sonoras são pré-nasalizadas em posição intervocálica.
Grupos de consoantes incluem NC, onde N é um nasal e C é plosiva ou africada tenuis;  e SC, onde S é um sibilante e C é um plosiva tenuis ou africada..

## Escrita
A língua Jalapa Mazatec usa o alfabeto latino sem as letras Q, V, W. Usam-se as formas Ch, Ñ, Rr.

## Amostra de texto
Nku xú chána̱tsé kisakuyá xúhu̱ nku ni̱jmé. I̱s'a̱i xú y'éntje̱ chána̱tsée̱ kui ni̱jmée̱, b'a̱ tjíu̱n. Nga xú ja kuma nk'a xú jnu̱hu̱ chána̱tsée̱, i̱s'a̱i xú b'a̱ kitsú: “Tsa tu̱ sahá i̱chí kuenta̱ nji̱ kfihi̱nnchíhi̱í jóo̱ ñá kai, déíhi̱”, tsu xú."
Português
Houve uma vez um coelho que encontrou um grão de milho. O coelho plantou, e quando o milharal cresceu, ele disse para si mesmo: "Vamos pegar emprestado milho das pessoas por conta de nossa milpa"